# Johannislehn
Das Johannislehn (auch: Johannis Lehen) ist die älteste Uelzener Familienstiftung, die heute noch aktiv ist und Studienstipendien an die Nachfahren der Stifter verleiht. Der Name Johannis geht zurück auf den Mitgründer Johann Lembecke, Bürgermeister von Uelzen.

## Die Anfänge des Johannislehns
Am 17. Mai 1376 legten der Priester Dietrich Steen, seine Mutter Hillegund, Johann Lembecke und sein Sohn Dietrich am Johannisaltar in der zur Uelzener Marienkirche gehörenden Ellerndorf-Kapelle ihr gemeinsames Testament nieder. Renten aus vier Höfen aus der Umgebung Uelzens sowie aus einem Garten vor dem Veerßer Tor wurden zu einer Vikarie zusammengeschlossen. Die Testamentgeber verpflichteten mit dieser Urkunde die Geistlichkeit zum Lesen von Seelenmessen. Nicht umsonst sollten sie singen und lesen. Dafür wurden Gelder aus den angegebenen Besitzungen bereitgestellt. Des Weiteren sollte von den Beliehenen dem Propst von Uelzen „die schuldige und gewohnte Achtung rückhaltlos“ erwiesen werden. Auch sollte sich „überhaupt keiner in Geschenke und Votivgelder und andere Rechte oder in sonst etwas einmischen, was desselben Propstes und unserer Parochialkirche in Uelzen Vorrecht ist“.

## Das Johannislehn in der Reformationszeit
Die Anfang des 15. Jahrhunderts einsetzende Reformation änderte nicht nur die kirchlichen Angelegenheiten, sondern auch die Besitzverhältnisse der angesammelten großen Vermögen der Kirche. Nach dem Beschluss der Landstände auf dem Landtag zu Scharnebeck 1527 hatte sich auch Uelzen der Reformation angeschlossen. Der damalige Propst Herbert von Have wurde gewaltsam gezwungen, die Stadt Uelzen zu verlassen. 1529 setzte Herzog Ernst, der spätere Bekenner, einen neuen Propst ein, Henricus Wenmaring. Er stammte aus Delden in den Niederlanden.
Um einen Überblick über das kirchliche Vermögen zu erhalten, ordnete Herzog Ernst eine Visitation an. Die Kirchenherren aus Celle und Bardowick und Propst Wenmaring erhielten den Auftrag, über die Einkommen der Gotteshäuser, des Uelzener Kalands, der Gilden, der Vikarien, Kommenden und geistlichen Lehne zu berichten. Herzog Ernst erhielt einen ziemlich negativen Bericht: Die Kirchendiener würden schlecht besoldet, arme Schüler erhielten fast kein Geld zum Studieren. Die Patrone aber hätten in finanzieller Hinsicht stets ihr Bestes aus den Lehnen gesucht und gefunden. Diesem Tun setzte Herzog Ernst durch eine Verordnung ein Ende. So sollte jetzt niemand mehr unter zwölf Jahren belehnt werden. Uelzener Bürgerkinder, die keine „buten Lüde“ (= keine Leute von außerhalb, also Uelzener Bürger) waren, sollten mit Vikarien und Kommenden belehnt werden. Vor dem Propst, dem Vogt und dem Bürgermeister zu Uelzen sowie dem Schulmeister sollten die Schüler vor Erhalt des Lehns einer umfangreichen Prüfung unterzogen werden.
Das Pfründenvermögen wurde von Herzog Ernst eingezogen und der Stifterfamilie des Johannislehns zurückgegeben. Aus den ehemaligen Pfründen wurden jetzt Lehne, weil sie den Studenten auf Zeit „verliehen“ wurden. Auch dem damaligen Magister der Uelzener Lateinschule, Baumgarten, stand eine Besoldung daraus zu.
Bis zum Jahr 1788 bestanden in Uelzen neben dem Johannislehn noch das Martini-, Crucis- und Viti-Lehn, sowie das Beneficium novum. Diese vier Lehne wurden 1788 mittels eines ausführlichen Regulativs mit dem Johannislehn zusammengelegt unter dem Namen Johannislehn.
Die Satzung von 1788 regelte die verwaltende Tätigkeit des Patrons und seiner zwei Kompatrone wie auch die Verteilung der Stipendien. Auch das Mitwirken des Uelzener Propstes wurde genau formuliert. Es war seine Aufgabe, für die Einhaltung der gültigen Satzung zu sorgen, bei der Patron- und der Kompatronbesetzung mitzuwirken und die Investitur, d.i. die Eintragung der Studierenden in das Investiturbuch, mit zu bescheinigen.

## Das Johannislehn im 20. und 21. Jahrhundert
Durch Sparsamkeit wuchs die Geldmenge im Laufe der Jahre weiter an, man vergaß aber die Anlegung des Kapitals in weiteren Grundstücken. Durch die Inflation nach den beiden Weltkriegen (1914–1918 und 1939–1945) waren dann allerdings die baren Geldmittel verschwunden, erhalten blieb aber doch noch etwas Grundbesitz in Uelzen.
Mit Wirkung vom 1. Januar 1963 wurde das Johannislehn mit der Meltzingschen Commende vereint. Das lag nahe, weil die meisten Lehnsfamilien des Johannislehns die Berechtigung auch zur Förderung aus der Meltzingschen Commende haben. Seit der Vereinigung heißt die Stiftung offiziell Familienstiftung Johannislehn zu Uelzen vom 17. Mai 1376. Zweck der Stiftung ist nach wie vor die Gewährung und Verteilung von Studien-Stipendien. Dafür kommen nur Personen infrage, deren Abstammung auf die gemeinsame Stammmutter Ilsabe Lembecke, Urenkelin von Johann Lembecke, zurückgeht. Inzwischen war aufgegeben worden, dass nur Uelzener Studierende gefördert werden durften.
Das Patronat berät im Herbst eines jeden Jahres über die Stipendienzuteilung. Eine Prüfung der Studierenden, die sich um ein Stipendium bewerben, durch den Propst, wie es in früheren Zeiten üblich war, entfällt. Desgleichen entfällt auch die Pflicht, ein Semester an der Universität in Göttingen zu absolvieren.

## Stipendiaten (Auswahl)
- Heinrich Heymo Werner Anz (1879–1933), Jurist
- August Albert Burchard (1845–1932), Mediziner
- Justus David Wilhelm Danckwerts (1853– 1928), Ingenieur
- Carl Ludwig Gerhard Echte (1885–1960), Politiker
- Carl Friedrich Wilhelm Alfred Fleckeisen (1820–1899), Philologe und Pädagoge
- Wilhelm Christian Friedrich Fraatz (1803–1878), Geistlicher
- Wilhelm Franz Gottfried Francke (1803–1873), Jurist
- Max Theodor Hagemann (1883–1968), erster Präsident des Bundeskriminalamtes
- Georg Christian Conrad Hunaeus (1802–1882), Professor für Vermessungswesen
- Georg Karl Friedrich Keferstein (1831–1907), Politiker
- Wilhelm Moritz Keferstein (1833–1870), Zoologe
- Dietrich Werner Keuffel (1821–1869), Richter
- Dietrich Georg Kieser (1779–1862), Mediziner
- Friedrich Carl Heinrich Ferdinand Klinge (1883–1949), Jurist und Politiker
- Hartwig Ludwig Karl Franz Kuhlenbeck (1897–1984), Neurobiologe
- Heinrich Borchard Conrad Laag (1892–1972), Theologe und Archäologe
- Gustav Hermann Nachtigal (1834–1885), Afrikaforscher
- Carl Friedrich Theodor Parisius (1859–1892), preußischer Landrat
- Rudolf Ludwig Theodor Parisius (1896–1985), Verwaltungsjurist
- Johannes Rudolph Theodor Prietze (1854–1933), Afrika-Sprachforscher
- Julius Werner Richter (1862–1940), Theologe und Missionswissenschaftler
- Wilhelm Remigius Ruprecht (1858–1943), Verleger
- Heinrich Alexander Seidel (1811–1861), Pfarrer und Schriftsteller
- Paul Hermann Heinrich Christian Seidel (1858–1929), Kunsthistoriker
- Wilhelm Heinrich Seidel (1887–1934), Schriftsteller
- Philipp Heinrich Friedrich Sievers (1775–1851), Pastor
- Christian Bernhard Friedrich Steltzer (1778–1848), Jurist, Richter
- Gustav Theodor Steltzer (1823–1893), Richter, Politiker
- Ernst Karl Süffert (1863–1933), Verwaltungsjurist
- Theodor Paul Philipp Ubbelohde (1805–1853), Verwaltungsjurist
- Wilhelm Uhde (1874–1947), Kunstsammler und Kunsthändler
- Ernst Friedrich Versmann (1814–1873), Theologe
- Johannes Georg Andreas Versmann (1820–1899), Erster Bürgermeister des Hamburger Senats
- Adolf Hermann Rudolf Walbaum (1869–1948), Theologe
- Ferdinand Weber (1812–1860), Mediziner
- Leo Julius Wehrmann (1840–1919), Verwaltungsjurist
- Justus Georg Westphal (1824–1859), Astronom
- Gerd Heinrich Gerlef Winter (* 1943), Rechtswissenschaftler